# Mario Cantaluppi
Mario Cantaluppi (* 11. April 1974 in Schlieren) ist ein ehemaliger Schweizer Fussballspieler und heutiger -trainer.

## Karriere

### Vereine
Seine Karriere als Profi begann bei Grasshoppers Zürich, wo er in der Saison 1990/91 sein Debüt in der damaligen Nationalliga A feierte. Gleich in der ersten Saison als Profi konnte er den ersten Titel feiern, die Grasshoppers wurden Schweizer Meister, Cantaluppi selbst machte jedoch nur acht Spiele, konnte dabei aber ein Tor erzielen. Für den Zürcher Verein kam er in den folgenden beiden Saisons auf 41 weitere Einsätze, in denen er zwei Tore erzielen konnte. Zum Beginn der Saison 1993/94 wechselte er nach Basel in die Nationalliga B. Auch hier verblieb er für drei Jahre und brachte es für den FC Basel, der in Cantaluppis erster Saison den Aufstieg schaffte, auf 71 Einsätze (5 Tore). Es folgte im Sommer 1996 der Wechsel zu Servette Genf. Hier spielte er in zwei Saisons 46 Mal und traf vier Mal das Tor des Gegners.
Der im Sommer 1998 vollzogene Wechsel zurück zum FC Basel erwies sich als bis dato erfolgreichster Schritt in seiner Karriere. Er konnte sich nach einer Saison der Eingewöhnung, in der er es auf nur sieben Einsätze (aber zwei Tore) brachte, in der Saison 1999/2000 in die Stammformation des FC Basel spielen. Auch in den folgenden Jahren blieb Cantaluppi eine wichtige Stütze des damals achtmaligen Schweizer Meisters. So konnte er 2001/02 und 2003/04 zum Erlangen der neunten und zehnten Meisterschaft des FCB beitragen und gewann 2001/02 und 2002/03 den Schweizer Cup. Der Höhepunkt seiner bisherigen Karriere kam ebenfalls in der Spielzeit 2002/03, hier erreichte der FC Basel die Zwischenrunde der UEFA Champions League und schaltete auf dem Weg dorthin unter anderem Celtic Glasgow und den FC Liverpool aus. Cantaluppi machte hierbei elf Spiele in der Hauptrunde und verpasste damit dort nur ein Spiel.
Nachdem der FC Basel in der Qualifikation zur Champions League 2004/05 gescheitert war, wechselte er nach Saisonbeginn vom FC Basel, für den er seit 1998 145 Spiele bestritten hatte (15 Tore), in die deutsche Bundesliga zum 1. FC Nürnberg. Eigentlich als defensiver Mittelfeldspieler geholt, musste «Lupo» nach kurzer Zeit als Innenverteidiger aushelfen. Auf dieser Position trug er erheblich zum Klassenerhalt des FCN bei und entwickelte sich in seinen 26 Einsätzen für den «Club» schnell zum Führungsspieler. Daher wurde er von Trainer Wolfgang Wolf vor Beginn der Saison 2005/06 zum Captain ernannt. In dieser Position machte er nach dem holprigen Saisonstart auf sich aufmerksam, als er die Fans in einem offenen Brief um Geduld und weitere Unterstützung bat, sich aber gleichzeitig kritisch über die bisherigen Leistungen der Mannschaft äusserte.
Nachdem er zwei Jahre lang eine Stütze in der Abwehr des 1. FC Nürnberg gewesen war, lösten er und der Verein 2006 überraschend den Vertrag ein Jahr vor Ablauf in gegenseitigem Einvernehmen auf. Cantaluppi kehrte zurück in die Schweiz, wo er beim Super-League-Aufsteiger FC Luzern einen Dreijahresvertrag erhielt. Anfang Januar 2008 wechselte er nach nur eineinhalb Jahren zum belgischen Erstligisten VV St. Truiden, mit dem er die Saison 2009/10 auf dem beachtlichen 4. Rang abschloss. Im Sommer 2010 kehrte Cantaluppi in die Schweiz zurück und übernahm das Amt als Spielertrainer beim soeben in die 1. Liga aufgestiegenen SC Buochs. Im Herbst 2011 trainierte er die U-13-Junioren / C-Promotion des FC Basel. Am 20. September 2013 wurde bekannt, dass Cantaluppi neu als Assistenzcoach unter Jean-Michel Aeby beim Traditionsverein Servette FC Genève tätig wird. Nach dessen Entlassung war Cantaluppi zusammen mit José Sinval für ein paar Monate Chef-Trainer. Nach der Verpflichtung des Engländers Kevin Cooper wurde er dessen Assistenztrainer.
Von November 2015 bis März 2016 war Cantaluppi, ebenfalls unter Cooper, Co-Trainer beim FC Wil 1900. In der Saison 2017/18 war Cantaluppi Trainer beim SR Delémont, seither trainiert er verschiedene Jugendmannschaften des FC Basel.

### Nationalmannschaft
Das Kapitel Nationalmannschaft musste Cantaluppi im August 2003, nach 24 Einsätzen und vier Toren auf Eis legen. Sein Debüt im Nationaltrikot hatte er im März 2000 gegen Norwegen gegeben. Auf Grund von persönlichen Differenzen mit dem damaligen Nationaltrainer Köbi Kuhn wurde er seit der Vorbereitung auf die Euro 2004 nicht mehr für die Schweizer Auswahl nominiert.

## Titel und Erfolge
FC Basel
- Schweizer Meister: 2001/02, 2003/04
- Schweizer Cupsieger: 2001/02, 2002/03